# Заречье (Дубровенская волость, у д. Дубровно)
Заречье — деревня в северной части Порховского района Псковской области. Входит в состав сельского поселения «Дубровенская волость».
Расположена 26 км к северо-западу от города Порхов.
Численность населения деревни на конец 2000 года составляла 35 человек.